# 満洲国皇帝
満洲国皇帝（まんしゅうこくこうてい）とは、満洲国の皇帝の称号。帝制移行前の執政についても本項で触れる。

## 概要

### 執政

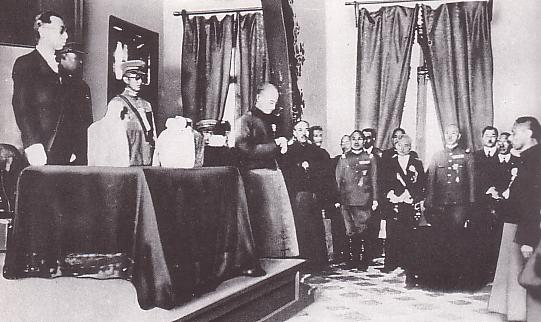
満洲国執政就任式

満洲国建国時の国家元首の称号は「執政」であった。愛新覚羅溥儀は皇帝即位を確約した奉天特務機関長・土肥原賢二の説得を容れて満洲に来たものの、自分が就くのは執政であり、「陛下」ではなく「閣下」呼ばわりされたことに激怒したという。
関東軍は近い将来の帝制移行を約束したことで、溥儀はしぶしぶ執政就任に同意した。
執政在任中、「陛下」と呼んでくれた日本人は、側近の工藤忠（侍従武官・中将待遇）だけだったという。

### 皇帝即位

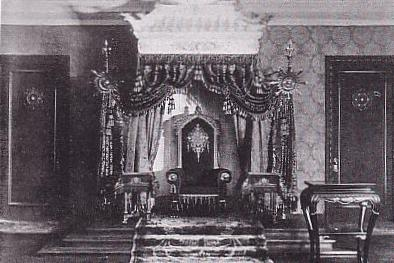
満洲国皇帝玉座

建国2年後の1934年（康徳元年）3月1日、溥儀は念願の皇帝に即位した。これにより万人から「陛下」と呼ばれる立場となり、関東軍もそれなりの対応で接するようになった。
皇帝の家政を司るために宮内府が設けられ、宮内府大臣が輔弼の責を負った。他に尚書府、侍従武官処、軍事諮議院、祭祀府の皇帝直隷機関が設けられた。

## 皇帝大権
- 法律執行権
- 勅令発布権
- 官制制定・文武官任免権
- 大満洲帝国軍の統帥権
- 宣戦・講和・条約締結権
- 栄典授与権
- 恩赦権

## 帝室
満洲国では日本の皇室との混同を避けるため、「帝室」と呼んで区別した。
溥儀とその遺臣たちは、この国家は清朝の復活であり、後世「後清」「北清」と称されるべき王朝という認識であった。しかし、1937年（康徳4年）に公布された帝位継承法第1條は「滿洲帝國帝位ハ康徳皇帝ノ男系子孫タル男子永世之ヲ繼承ス」とされ、溥儀を始祖とする新王朝であることが明記された。
そのため、満洲国帝室とされた者は、
- 溥儀（皇帝）
- 婉容（皇后）
- 譚玉齢（側室・祥貴人、明賢貴妃）
- 李玉琴（側室・福貴人）

の4人だけで、父の醇親王載灃や実弟の溥傑を始めとする愛新覚羅一族は帝族ではなかった。もっとも、もともと溥儀は清朝第11代皇帝光緒帝の養子として帝位を継承しており、その時点で正式な醇親王家の人間ではなくなっていることも考慮しなければならない。また、満洲国建国と溥儀の即位に反対した醇親王を帝室から排除する政治的圧力がはたらくのはごく自然な流れでもあった。
皇后の称号について、溥儀の第二次訪日の際、日本の皇后との混同を避けるために「帝后」という呼称を使用してから、正式には常に帝后と呼びならされていたが、内廷（満洲国皇宮）内では依然として皇后と呼んでいた。